# Pulau Payung Besar
Pulau Payung Besar är en ö i Indonesien.   Den ligger i provinsen Banten, i den västra delen av landet, 50 km nordväst om huvudstaden Jakarta. Arean är 0,26 kvadratkilometer.
Terrängen på Pulau Payung Besar är mycket platt. Öns högsta punkt är 7 meter över havet. Den sträcker sig 0,5 kilometer i nord-sydlig riktning, och 0,8 kilometer i öst-västlig riktning.